# José Luis Leyva
José Luis Leyva (*  9. November 1962 in Córdoba), auch bekannt unter dem Spitznamen Pirucho, ist ein ehemaliger argentinischer Fußballspieler, der sowohl im offensiven Mittelfeld als auch im Angriff eingesetzt wurde.

## Laufbahn
Leyva begann seine Profikarriere bei seinem Heimatverein CA Belgrano aus Córdoba, bei dem er während der ersten Hälfte der 1980er-Jahre unter Vertrag stand.
1985 wechselte er in die mexikanische Liga, wo er bis zu deren Rückzug aus der Liga am Ende der Saison 1987/88 beim CD Coyotes Neza unter Vertrag stand und anschließend noch eine Spielzeit beim benachbarten CF Atlante verbrachte. Während seiner Zeit in Mexiko gehörte Leyva zu den erfolgreichsten Torschützen der Liga.
1989 ging er zurück zum Club Atlético Belgrano, spielte dann für den chilenischen Verein Everton de Viña del Mar und ließ seine aktive Laufbahn beim Instituto AC, einem anderen Verein aus seiner Heimatstadt, ausklingen, für den er in der Saison 1993/94 insgesamt 29 Einsätze bestritt und 9 Tore erzielte.